# ۱۹۲۵

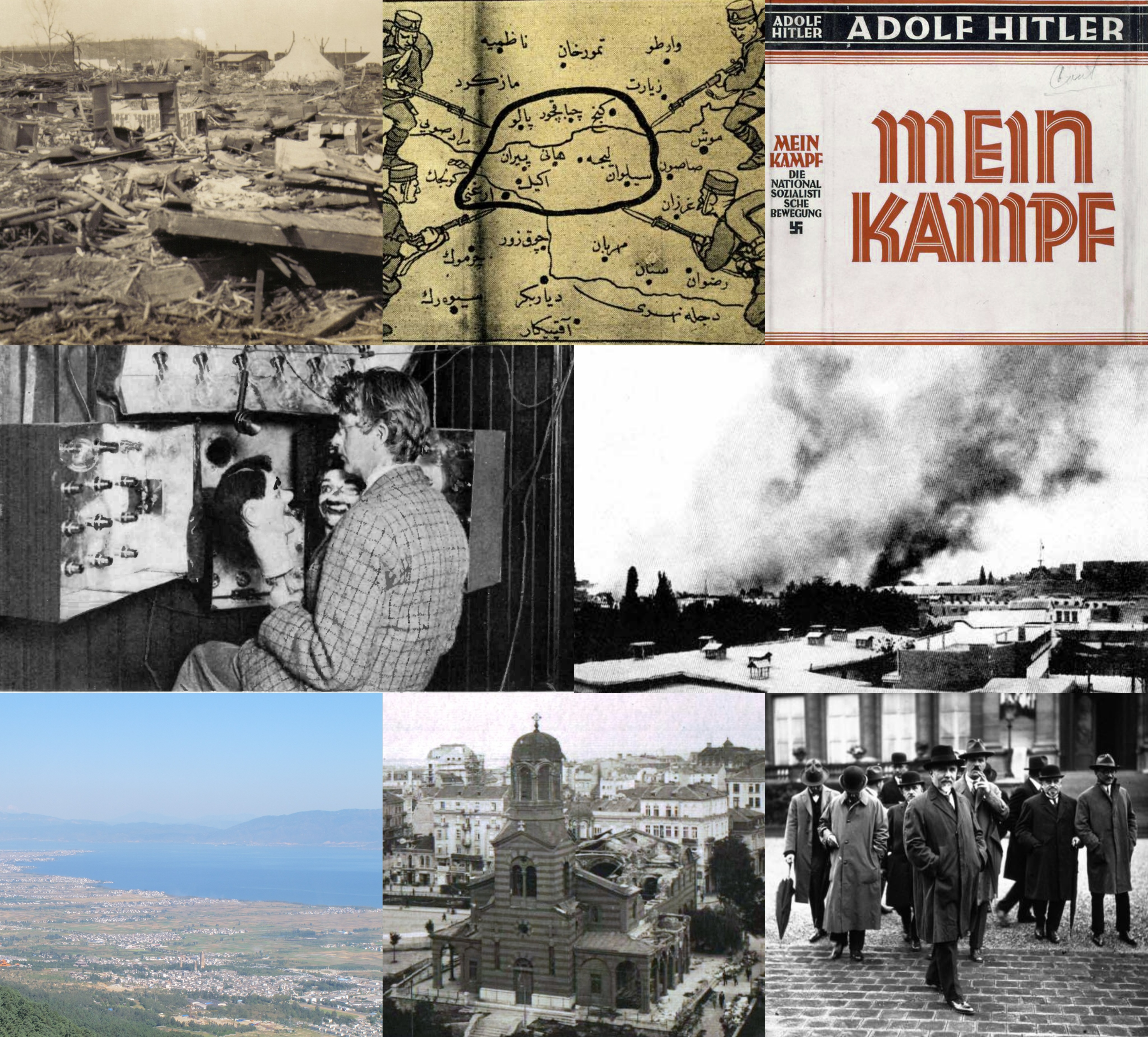

سال ۱۹۲۵ طبق گاه‌شماری گریگوری.

## رویدادها
- عبدالحسین تیمورتاش به وزارت دربار رسید.
- شیخ خزعل کعبی توسط رضا شاه پهلوی در تهران زندانی شد[نیازمند منبع].

## زادروزها
- ۹ ژانویه – لی وان کلیف، سرباز و بازیگر آمریکایی (د. ۱۹۸۹)
- ۱۸ ژانویه - ژیل دلوز، تاریخ‌نگار، نویسنده، و فیلسوف فرانسوی (د. ۱۹۹۵)
- ۲ فوریه - الین استریچ، بازیگر و خواننده آمریکایی (د. ۲۰۱۴)
- ۸ فوریه - جک لمون، افسر، بازیگر، و کارگردان آمریکایی (د. ۲۰۰۱)
- ۱۸ فوریه - جرج کندی، بازیگر آمریکایی (د. ۲۰۱۶)
- ۲۰ فوریه - رابرت آلتمن، فیلمنامه‌نویس، تدوینگر، تهیه‌کننده، و کارگردان آمریکایی (د. ۲۰۰۶)
- ۲۱ فوریه - سام پکین‌پا، بازیگر، فیلمنامه‌نویس، تهیه‌کننده، و کارگردان آمریکایی (د. ۱۹۸۴)
- ۲۳ فوریه - احمد جنتی، رییس خبرگان رهبری جمهوری اسلامی ایران
- ۱۲ مارس - لئو ایساکی، فیزیک‌دان ژاپنی
- ۲۵ مارس - فلانری اوکانر، نویسنده آمریکایی (د. ۱۹۶۴)
- ۳ آوریل - تونی بن، سیاست‌مدار بریتانیایی (د. ۲۰۱۴)
- ۱۸ آوریل - باب هیستینگز، بازیگر آمریکایی (د. ۲۰۱۴)
- ۱۹ آوریل - هوگو اوبراین، بازیگر آمریکایی (د. ۲۰۱۶)
- ۵ مه - چارلز چاپلین، جونیور، بازیگر آمریکایی (د. ۱۹۶۸)
- ۱۹ مه مالکوم ایکس رهبر جنبش مدنی ضد نژادپرستی و مسلمانان سیاه پوستان آمریکا (د. ۱۹۶۵)
- ۲۴ مه -
  - احمد اقتداری، ایران‌شناس، تاریخ‌نگار و جغرافی‌دان ایرانی (د. ۲۰۱۹)
  - مای زترلینگ، فیلمنامه‌نویس، بازیگر، نویسنده، و کارگردان سوئدی (د. ۱۹۹۴)
- ۳ ژوئن - تونی کرتیس، بازیگر و نویسنده آمریکایی (د. ۲۰۱۰)
- ۸ ژوئن - باربارا بوش، سیاست‌مدار آمریکایی (د. ۲۰۱۸)
- ۱۱ ژوئن - ویلیام استیرن، افسر و نویسنده آمریکایی (د. ۲۰۰۶)
- ۲۰ ژوئن - آودی مورفی، سرباز، بازیگر، نویسنده، و ترانه‌سرا آمریکایی (د. ۱۹۷۱)
- ۲۱ ژوئن - مورین استیپلتون، بازیگر آمریکایی (د. ۲۰۰۶)
- ۲۹ ژوئن  - جورجو ناپولیتانو: سیاستمدار و رئیس‌جمهور ایتالیا (د. ۲۰۲۳)
- ۱ ژوئیه - فارلی گرانگر، بازیگر آمریکایی (د. ۲۰۱۱)
- ۲ ژوئیه - پاتریس لومومبا اولین نخست‌وزیر دموکرات کنگو و رهبر جنبش مدنی کنگو (د. ۱۹۶۱)
- ۱۰ ژوئیه - ماهاتیر محمد، سیاست‌مدار اهل مالزی
- ۲۰ ژوئیه - فرانتس فانون نویسنده، روانپزشک و انقلابی سیاه‌پوست (د. ۱۹۶۱)
- ۲۷ اوت - نت لوفتهوس، بازیکن فوتبال بریتانیایی (د. ۲۰۱۱)
- ۲۸ اوت - دانالد اوکانر، بازیگر و خواننده آمریکایی (د. ۲۰۰۳)
- ۴ سپتامبر - الیاس هراوی، سیاست‌مدار لبنانی (د. ۲۰۰۶)
- ۵ اکتبر - گیل دیویس، بازیگر آمریکایی (د. ۱۹۹۷)
- ۱۱ اکتبر - المور لئونارد، فیلمنامه‌نویس و نویسنده آمریکایی (د. ۲۰۱۳)
- ۱۳ اکتبر - مارگارت تاچر اولین نخست‌وزیر زن بریتانیا (د. ۲۰۱۳)
- ۱۶ اکتبر - آنجلا لنسبوری، تهیه‌کننده، صداپیشه، بازیگر، نویسنده، و خواننده آمریکایی
- ۲۲ اکتبر - رابرت راشنبرگ، هنرمند، عکاس، نقاش، و مجسمه‌ساز آمریکایی (د. ۲۰۰۸)
- ۲۳ اکتبر - جانی کارسون، افسر، مجری تلویزیونی، و بازیگر آمریکایی (د. ۲۰۰۵)
- ۲۷ اکتبر - وارن کریستوفر، افسر، نویسنده، دیپلمات، و سیاست‌مدار آمریکایی (د. ۲۰۱۱)
- ۳۱ اکتبر - جان پاپل، ریاضی‌دان و شیمی‌دان بریتانیایی (د. ۲۰۰۴)
- ۴ نوامبر - دوریس رابرتس، بازیگر آمریکایی (د. ۲۰۱۶)
- ۱۰ نوامبر - ریچارد برتون، بازیگر بریتانیایی (د. ۱۹۸۴)
- ۱۱ نوامبر - جاناتان وینترز، بازیگر و هنرمند آمریکایی (د. ۲۰۱۳)
- ۱۷ نوامبر - راک هادسن، بازیگر آمریکایی (د. ۱۹۸۵)
- ۳۰ نوامبر - ویلیام اچ. گیتس، وکیل آمریکایی (د. ۲۰۲۰)
- ۲ دسامبر - جولی هریس، بازیگر آمریکایی (د. ۲۰۱۳)
- ۳ دسامبر - کیم دای جونگ، سیاست‌مدار اهل کره جنوبی (د. ۲۰۰۹)
- ۸ دسامبر - آرنالدو فورلینی سیاست‌مدار و دیپلمات اهل ایتالیا (د. ۲۰۲۳)
- ۱۲ دسامبر - احمد شاملو شاعر، نویسنده، فرهنگ‌نویس، ادیب و مترجم ایرانی (د. ۲۰۰۰)
- ۱۳ دسامبر - دیک ون دایک، بازیگر و خواننده آمریکایی
- ۱۵ دسامبر - کیسی راجرز، بازیگر آمریکایی (د. ۲۰۰۶)

## مرگ‌ها
- ۲۰ مارس - جرج کرزن: ایران‌شناس و سیاستمدار بریتانیایی.
- گوتلوب فرگه - ریاضی‌دان، منطق‌دان و فیلسوف برجستهٔ آلمانی
- اریک ساتی-اهنگ ساز برجسته فرانسوی
- ۸ ژانویه – جرج بلز، نقاش آمریکایی (ز. ۱۸۸۲)
- ۳ فوریه – الیور هویساید، ریاضی‌دان، فیزیک‌دان، و مهندس بریتانیایی (ز. ۱۸۵۰)
- ۲۴ فوریه – یالمار برانتینگ، سیاست‌مدار و دیپلمات سوئدی (ز. ۱۸۶۰)
- ۲۸ فوریه – فریدریش ابرت، سیاست‌مدار آلمانی (ز. ۱۸۷۱)
- ۱۰ مارس – مایر پرینستین، ورزشکار آمریکایی (ز. ۱۸۷۸)
- ۱۴ آوریل – جان سینگر سارجنت، نقاش آمریکایی (ز. ۱۸۵۶)
- ۱۹ آوریل – جان والتر اسمیت، سیاست‌مدار آمریکایی (ز. ۱۸۴۵)
- ۱۸ ژوئن – رابرت ام. لا فولت، سینیور، سیاست‌مدار و وکیل آمریکایی (ز. ۱۸۵۵)
- ۲۲ ژوئن – فلیکس کلاین، ریاضی‌دان آلمانی (ز. ۱۸۴۹)
- ۱ ژوئیه – اریک ساتی، طراح رقص، پیانیست، و آهنگساز فرانسوی (ز. ۱۸۶۶)
- ۱۷ ژوئیه – لویس کرینت، نقاش و مجسمه‌ساز آلمانی (ز. ۱۸۵۸)
- ۷ سپتامبر – رنه ویویانی، سیاست‌مدار فرانسوی (ز. ۱۸۶۳)
- ۱۶ سپتامبر – الکساندر فریدمان، ستاره‌شناس، ریاضی‌دان، و فیزیک‌دان روسی (ز. ۱۸۸۸)
- ۲۹ سپتامبر – لئون بورژوآ، سیاست‌مدار و دیپلمات فرانسوی (ز. ۱۸۵۱)
- ۵ دسامبر – ولادیسلاو ریمونت، نویسنده لهستانی (ز. ۱۸۶۷)
- ۸ دسامبر – مارگریت مارش، بازیگر آمریکایی (ز. ۱۸۸۸)
- ۲۹ دسامبر – فلیکس والوتون، هنرمند و نقاش سوئیسی (ز. ۱۸۶۵)

## جوایز نوبل
- جایزه صلح نوبل -
- جایزه نوبل فیزیک -
- جایزه نوبل شیمی -
- جایزه نوبل اقتصاد -
- جایزه نوبل ادبیات -
- جایزه نوبل فیزیولوژی و پزشکی -